# Гоздейка
Гоздейка (болг. Гоздейка) — село (поселення) в Габровській області Болгарії, підпорядковане общині Дряново. В селі налічується 16 мешканців.